# Raszowa (powiat Strzelecki)
Raszowa (Duits: Raschowa) is een dorp in de Poolse woiwodschap Opole. De plaats maakt deel uit van de tweetalige gemeente Leśnica.

## Verkeer en vervoer
- Station Raszowa